# Лисано, Сесар
Сесар Андрес Лисано Седеньо (исп. César Andrés Lizano Cedeño) — коста-риканский бегун на длинные дистанции. На Олимпийских играх 2012 года занял 65-е место с результатом 2:24.16. Двукратный чемпион Центральной Америки в беге на 3000 метров с препятствиями и двукратный серебряный призёр в беге на 10 000 метров. Занял 11-е место на Чикагском марафоне 2011 года с личным рекордом — 2:17.50. Занял 84-е место на чемпионате мира по полумарафону 2009 года, показав время 1:09.08.